# كارل أمان
كارل أمان هو مصور سويسري، ولد في 1948 في سانت غالن في سويسرا.